# بخش علامرودشت

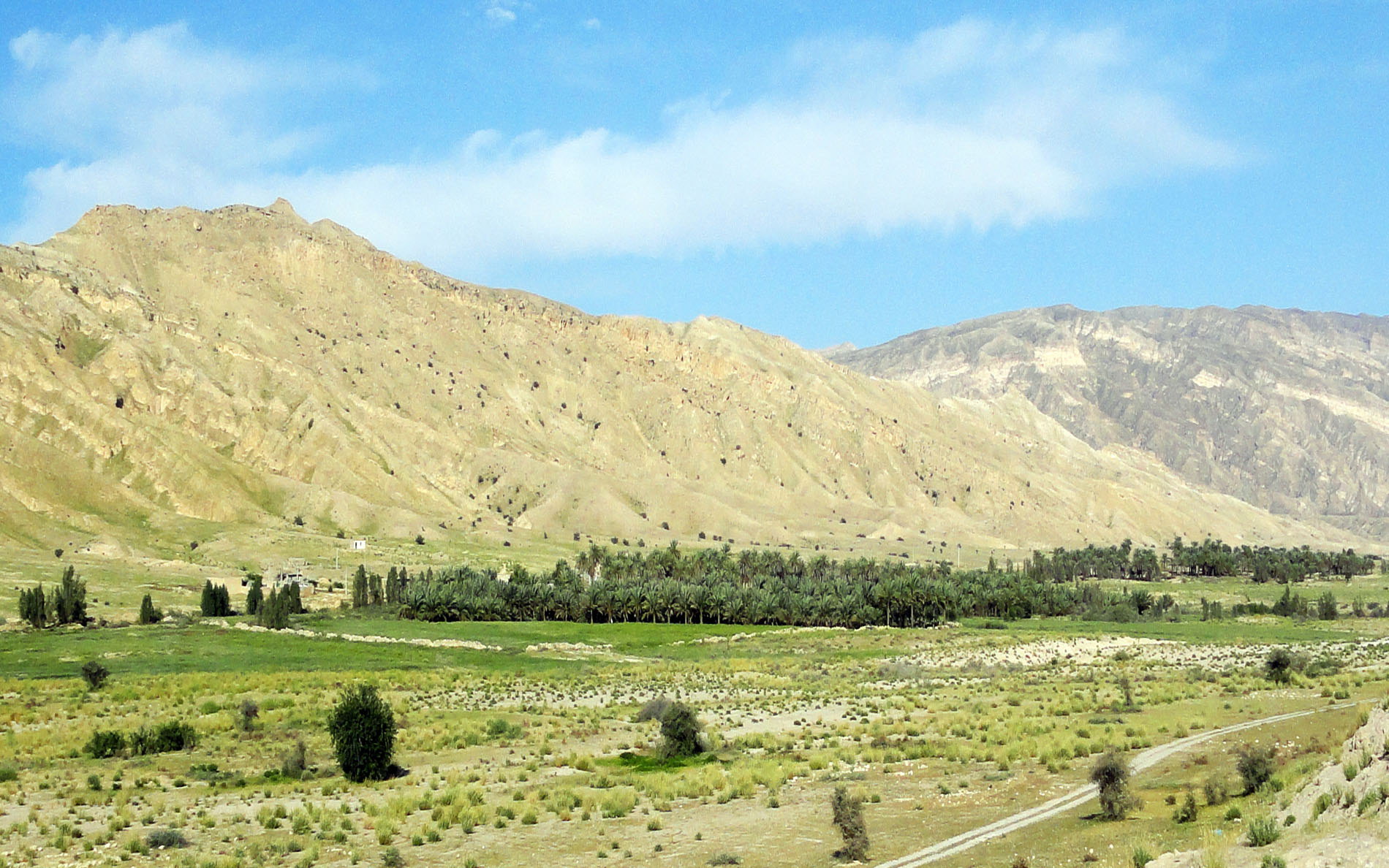
روستای بلبلی در شمال‌غرب علامرودشت

بخش علامرودشت نام بخشی است از توابع شهرستان لامرد در استان فارس واقع در جنوب ایران. این بخش در محدوده جغرافیایی ۲۷ درجه و ۲۸ دقیقه تا ۲۷ درجه و ۵۴ دقیقه عرض شمالی و ۵۲ درجه و ۳۶ دقیقه تا ۵۳ درجه و ۱۸ دقیقه طول شرقی واقع شده است.
بخش علامرودشت دارای وسعتی برابر ۱۲۱۱ کیلومتر مربع معادل ۱۲۱۱۰۰ هکتار و محیطی برابر ۲۰۴٫۹۲ کیلومتر می‌باشد. مرتفع‌ترین نقطه بخش علامرودشت با ۱۸۱۹ متر ارتفاع در کوه نر در جنوب منطقه و پست‌ترین نقطه بخش علامرودشت نیز با ارتفاع ۳۶۴ متر در انتهای شمال غربی دشت واقع گردیده است. ارتفاع متوسط دشت علامرودشت نیز حدود ۴۳۰ متر از سطح دریا می‌باشد. بخش علامرودشت شامل دشت همواری با راستای شمال غربی- جنوب شرقی است که کوه‌های زاگرس از شمال و جنوب آن را احاطه کرده است. این بخش از شرق به روستای مهرآباد ماندگاری، از غرب به روستای بَلبَلی، از شمال به ارتفاعات تنگ خور و هوا و پازنان و از جنوب به کوه‌های نَر محدود می‌شود. بر اساس تقسیمات کشوری، بخش علامرودشت از شمال به بخش «مَحمِلِه» از توابع شهرستان خنج، از جنوب به لامرد و مهر، از غرب به بخش‌های گله دار و اسیر و از شرق به بخش چاه‌ورز، شهرستان گراش و بخش بیرم لارستان محدود است.

## تقسیمات کشوری
مرکز این بخش، شهر علامرودشت است که بر اساس آمار سرشماری عمومی ۱۳۹۰ دارای ۴۰۵۲ نفر جمعیت است. جمعیت بخش علامرودشت حدود ۱۶۲۱۶ نفر است. بخش علامرودشت از دو دهستان و یک شهر تشکیل شده است:
- تقسیمات سیاسی بخش علامرودشت
  - دهستان کهنویه
  - دهستان علامرودشت
- شهر: علامرودشت[۳]

بنابر سرشماری مرکز آمار ایران، جمعیت بخش علامرودشت شهرستان لامرد در سال ۱۳۹۵ برابر با ۱۹٬۱۹۰ نفر بوده است که با جداشدن و ارتقای دهستان خیرگو به بخش خیرگو، جمعیت بخش علامرودشت به ۱۰٬۵۷۹ تن کاهش یافت.

## جغرافیای طبیعی

### توپوگرافی و ناهمواری‌ها

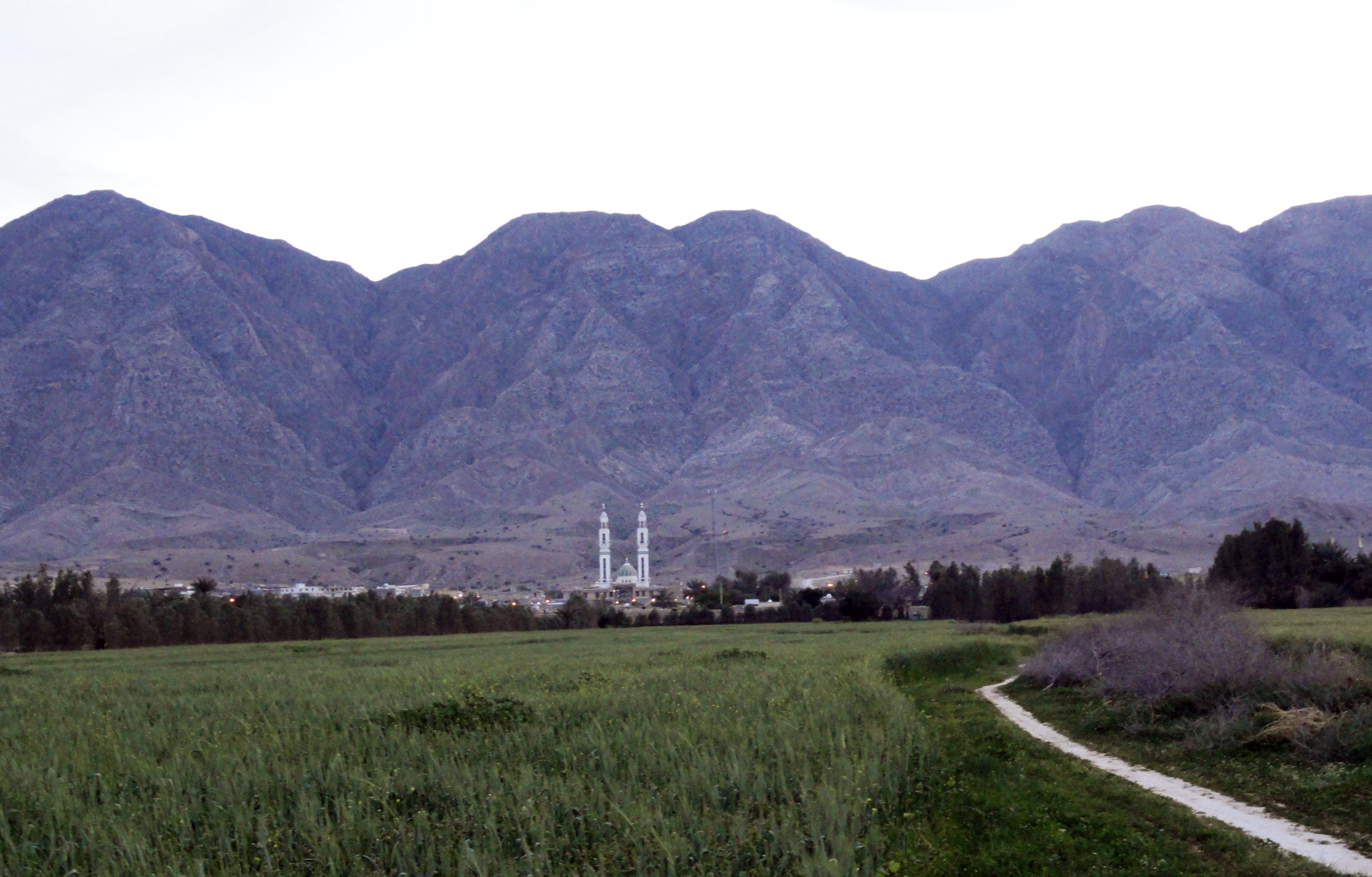
کوه نر در جنوب شهر علامرودشت

بخش علامرودشت شامل دشت همواری با راستای شمال غربی- جنوب شرقی است که کوه‌های زاگرس از شمال و جنوب آن را احاطه کرده است. امتداد کوه‌های زاگرس چین‌خورده به ناحیه علامرودشت امتداد یافته است و این دشت را در میان گرفته است. این کوه‌ها از مجموعه تاقدیسها و ناودیسها تشکیل شده است و حاصل چین خوردگی ناشی از حرکت شبه قاره عربستان به سوی فلات ایران و انباشتگی رسوبات آهکی، ماسه‌سنگی و رسی است. کوه‌های علامرودشت مانند بیشتر ارتفاعات و چین‌خوردگی‌های زاگرس چین خورده (زاگرس خارجی) دارای روند شمال غرب- جنوب شرق است. مواد تشکیل دهنده این کوه‌ها عمدتاً آهک، مارن، گچ و ماسه‌سنگ است.
کوه‌های شمال شرقی، شمالی و شمال غربی علامرودشت را کوه هایتنگ خور (۱۴۷۲ متر) و هوا (۱۶۱۰ متر) در شمال شرق و شمال و قسمت شرقی کوه پازنان (۱۰۳۰ متر) در شمال غرب تشکیل می‌دهند. رشته کوه جنوبی علامرودشت (کوه نر) نیز با ارتفاع ۱۸۱۶ متر به صورت دیواری عظیم و صعب العبور، دشت علامرودشت را در شمال از دشت لامرد در جنوب جدا می‌کند. اکثر روستاهای علامرودشت به صورت نواری ممتد در دامنه شمالی این کوه قرار گرفته است.

### آب و هوا
دشت علامرودشت از نظر هواشناسی جزء رژیم رطوبتی خشک و رژیم حرارتی حرارتی گرم طبقه‌بندی شده است. از ویژگی‌های اقلیمی این منطقه، بارندگی سالیانه اندک همراه با توزیع و پراکنش نامنظم در طول سال و تفاوت زیاد مقدار باران هر سال نسبت به سال دیگر، درجه حرارت بالای سالانه، تغییرات زیاد درجه حرارت روزانه، ماهانه و سالانه و همچنین بالابودن پتانسیل تبخیر و تعرق است. در منطقه علامرودشت دو فصل زمستان کوتاه و تابستان طولانی حاکم است. فصل زمستان در این منطقه از اواسط آذر تا اواسط اسفند است. منطقه علامرودشت بیشترین مقدار بارش سالانه را در همین فاصله زمانی (ماه‌های سرد سال) دریافت می‌کند. میانگین بارندگی سالیانه معادل ۲۶۱ میلی‌متر و میانگین درجه حرارت سالانه ۲۵ درجه سانتی گراد می‌باشد.
|                  | ژانویه | فوریه | مارس  | آوریل | مه    | ژوئن | ژوئیه | اوت  | سپتامبر | اکتبر | نوامبر | دسامبر |   |       |
| دمای بیشینه (°C) | ۲۱     | ۲۲    | ۲۶    | ۳۱٫۸  | ۳۸٫۹۸ | ۴۴   | ۴۵    | ۴۴   | ۴۱٫۹    | ۳۸    | ۳۱     | ۲۴     | Ø | ۳۴    |
| دمای کمینه (°C)  | ۷      | ۸٫۱   | ۱۱    | ۱۴٫۰۹ | ۲۰٫۳۸ | ۲۳   | ۲۶    | ۲۶   | ۲۳٫۳    | ۱۹    | ۱۴     | ۹      | Ø | ۱۶٫۷  |
|                  |        |       |       |       |       |      |       |      |         |       |        |        |   |       |
| بارش (mm)        | ۶۷٫۳   | ۴۸٫۶۱ | ۳۲٫۳۴ | ۱۷٫۹۶ | ۲٫۱۵  | ۱٫۳۷ | ۲٫۰۲  | ۹٫۱۲ | ۵٫۷۰    | ۰٫۷۰  | ۵٫۴۲   | ۷۰٫۶۱  | Σ | ۲۶۳٫۳ |
|                  |        |       |       |       |       |      |       |      |         |       |        |        |   |       |
| روزهای بارانی    | ۵      | ۵     | ۵     | ۴     | ۱     | ۰    | ۰     | ۱    | ۱       | ۱     | ۲      | ۵      | Σ | ۳۰    |
|                  |        |       |       |       |       |      |       |      |         |       |        |        |   |       |
| رطوبت (٪)        | ۶۲     | ۶۰    | ۵۱    | ۴۲    | ۲۸    | ۲۲   | ۲۹    | ۳۶   | ۳۸      | ۳۸    | ۴۵     | ۵۷     | Ø | ۴۲٫۳  |

| ۷ |

| ۸٫۱ |

| ۱۱ |

| ۱۴٫۰۹ |

| ۲۰٫۳۸ |

| ۲۳ |

| ۲۶ |

| ۲۶ |

| ۲۳٫۳ |

| ۱۹ |

| ۱۴ |

| ۹ |

| ۷ |

| ۸٫۱ |

| ۱۱ |

| ۱۴٫۰۹ |

| ۲۰٫۳۸ |

| ۲۳ |

| ۲۶ |

| ۲۶ |

| ۲۳٫۳ |

| ۱۹ |

| ۱۴ |

| ۹ |

| بارش | ۶۷٫۳   | ۴۸٫۶۱ | ۳۲٫۳۴ | ۱۷٫۹۶ | ۲٫۱۵ | ۱٫۳۷ | ۲٫۰۲  | ۹٫۱۲ | ۵٫۷۰    | ۰٫۷۰  | ۵٫۴۲   | ۷۰٫۶۱  |
|      | ژانویه | فوریه | مارس  | آوریل | مه   | ژوئن | ژوئیه | اوت  | سپتامبر | اکتبر | نوامبر | دسامبر |

### آب‌های زیرزمینی
کیفیت آبهای زیرزمینی منطقه علامرودشت به جز در چند جای محدود، عمدتاً نامطلوب بوده و از کیفیت پایینی برخوردار می‌باشد. وجود نهشته‌های مارنی، پابده گوربی، گچی و نمکی گچساران و رسوبات مارنی میشان و آغاجاری به عنوان منشأ اصلی خرابی کیفیت آب در منطقه مطرح می‌باشد. همچنین وجود سازندهای دانه‌ریز و مارن‌های قابل انحلال مانند مارن‌های گروه فارس و همچنین مجزا بودن سفره‌ها و تبخیر سطحی آب‌ها باعث کلروره شدن قسمت اعظمی از آب منطقه شده است. از مهم‌ترین مسائل و مشکلات آب‌های زیرزمینی علامرودشت، علاوه بر شور شدن آنها، مسئله افت دائمی سطح آب زیرزمینی است. از عوامل مؤثر در بروز این مشکل می‌توان عدم تجدید سفره‌های زیرزمینی به علت خشک‌سالیهای پیاپی، حفر چاه‌های متعدد و برداشت بیرویه از منابع آبهای زیرزمینی، اتلاف و هدر رفتن زیاد آب به ویژه در بخش کشاورزی و… را نام برد.

### آب‌های سطحی

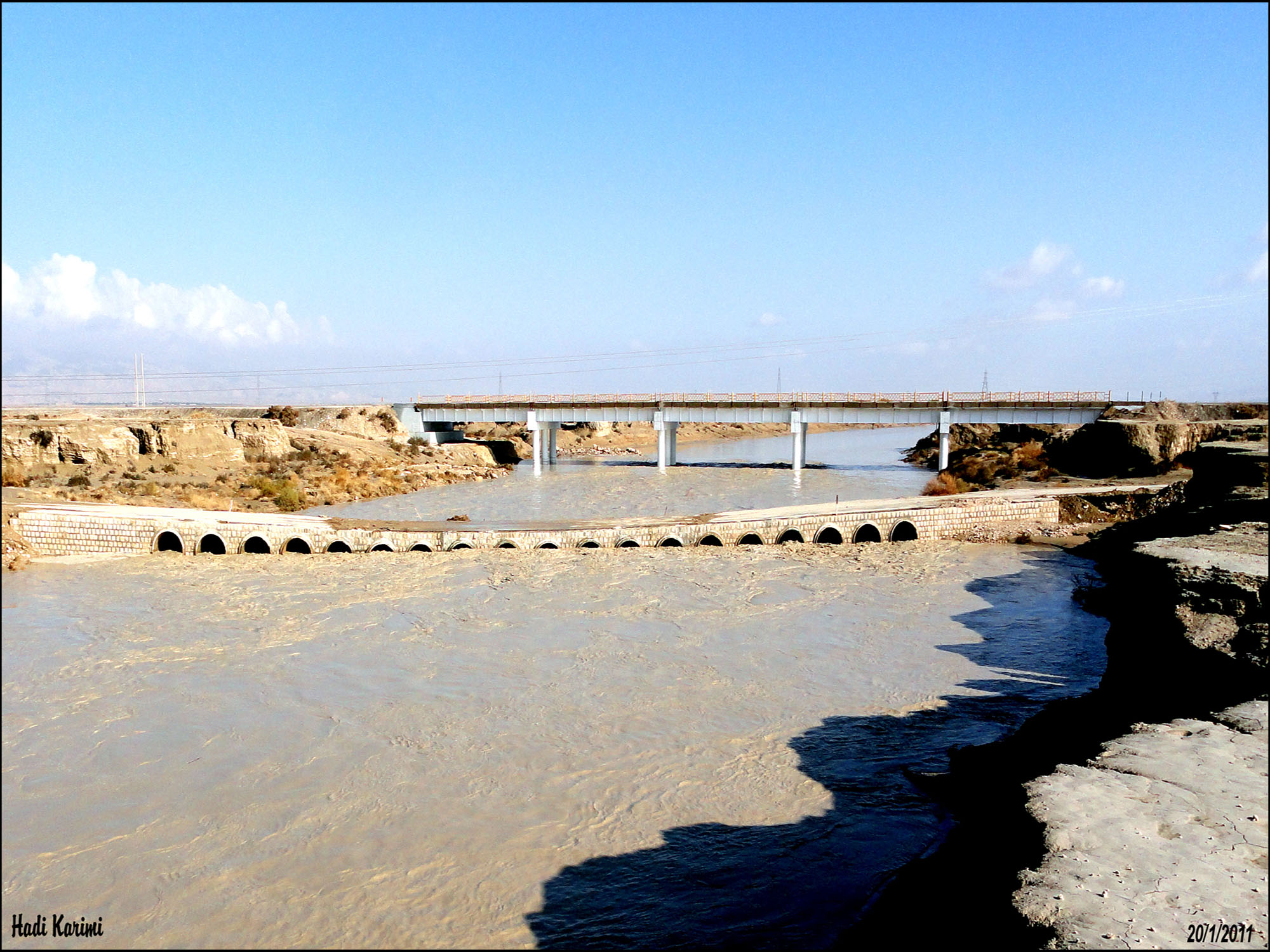
رود علامرودشت

رودخانه فصلی علامرودشت جزئی از زیر حوضه «مُند» است که این زیر حوضه نیز بخشی از حوضه آبریز خلیج فارس و دریای عمان محسوب می‌شود. رودخانه علامرودشت بزرگ‌ترین و طولانی‌ترین رودخانه فصلی شهرستان لامرد می‌باشد که در شمال شرق مرکز شهرستان لامرد جریان دارد و طول آن در حدود ۲۲۰ کیلومتر و حوضه آبریز آن حدود ۲۶۰۶ کیلومتر مربع، دهستان‌های صحرای باغ، فداغ، چاه‌ورز، خیرگو، علامرودشت و منطقه دارالمیزان از بخش اسیر را در بر می‌گیرد. شاخه اصلی رودخانه علامرودشت در امتداد جنوب شرقی به شمال غربی به صورت فصلی و در مواقع بارندگی و وقوع سیلاب، در دشت علامرودشت جریان دارد.

### پوشش گیاهی
در منطقه علامرودشت به دلیل ریزش کم باران و کوتاهی فصل ریزش و نیز خشکی هوا، امکان شکلگیری پوشش گیاهی غنی محدود و دشوار است. این موضوع سبب آن شده است که منطقه علامرودشت از لحاظ منابع گیاهی، چشم‌اندازی فقیر را عرضه نماید. پوشش گیاهی غالب در منطقه علامرودشت را گیاهان بوته‌ای، درختچه‌های کوتاه قامت و علفیهای یکساله با پوشش پراکنده و غیر متراکم تشکیل می‌دهند. بیشتر گیاهان منطقه از نوع گرمسیری و دارای برگهای ریز و خاردار و با ریشه‌های عمیق هستند.

## زبان
مردم بخش علامرودشت به زبان فارسی، با اندک ته‌لهجه‌ای متمایل به لهجه فارسی شیرازی، سخن می‌گویند. برخی از زبان‌شناسان اعتقاد دارند که لهجه مردم منطقه علامرودشت، چون در بعضی کلمات و ادای بعضی کلمات با لهجه لری مشابهت دارد، پس شاخه‌ای از لهجه لری است، اما جز شباهت‌های اندک برخی کلمات که در خیلی از لهجه‌های دیگر نیز کم و بیش یافت می‌شود، هیچ سند و مدرکی که این موضوع را اثبات کند، وجود ندارد. بر این اساس، به‌طور کلی می‌توان گفت که پایه و مایه اصلی لهجه علامرودشتی ریشه در لهجه اصیل فارسی جنوبی دارد. همچنین در روستاهای غرب بخش علامرودشت که عشایر قشقایی ساکن شده‌اند، زبان ترکی قشقایی رواج دارد.

## دین

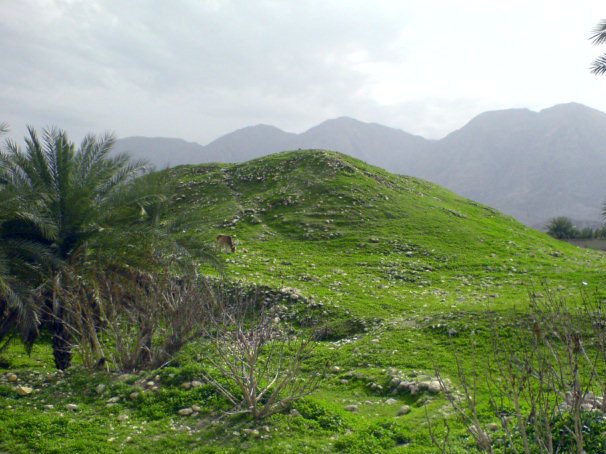
تل باستانی علامرودشت

اهالی منطقه علامرودشت شیعه دوازده امامی‌اند. آنچه مسلم است از اواخر قرن چهارم هجری در پی نفوذ سپاه اسلام به مناطق جنوبی کشور، مردم بومی منطقه که عمدتاً زرتشتی بوده‌اند به آیین اسلام گرویده‌اند. اعتقاد گروهی بر این است که مردم این منطقه تا دوره صفویان سنی مذهب بوده و پس از آن دوران به مذهب تشیع گرویده‌اند. اما اسناد و سنگ قبرهای موجود این ادعا را رد می‌کند و نشان می‌دهد که مردم این منطقه پیش از دوره صفویه به مذهب شیعه گرایش داشته‌اند. آنچه در گوشه و کنار بخش علامرودشت به‌وفور دیده می‌شود، وجود آرامگاه‌ها و مقابری است که مورد احترام و تقدس مردم می‌باشد و سرآمد آنها امامزاده شاه فرج‌الله در روستای کهنویه، امامزاده گل‌علی در ملایی و حاجی زندان در روستای کتک می‌باشند.

### آداب و رسوم محلی
- تعزیه یا شبیه‌خوانی

تاریخ تعزیه بدین شیوه و شمایل به دوره صفوی برمی‌گردد و در دوران قاجار به سبب علاقه بعضی از شاهان به اوج خود رسید. هرچند در دوران پهلوی و به‌ویژه به دلیل ماهیت ضد دینی رضاشاه، سخت‌گیری‌های شدیدی در این زمینه صورت گرفت، اما علاقه‌مندان به تعزیه ضمن صیانت از تعزیه بر غنای آن افزودند.
تعزیه در زبان محلی مردم علامرودشت به شوی shavi که همان شبیه‌خوانی باشد معروف است و در علامرودشت قدمت بسیار دارد. بر اساس یک نسخه تعزیه که متأسفانه نام نویسنده آن نامعلوم است، قدمت آن به سال ۱۲۷۸ قمری برمی‌گردد و طبق آنچه افراد کهن‌سال می‌گویند به بیش از ۱۲۰ سال می‌رسد که نسخه‌ای به خط محمود بن کمال که خود از ایفا کنندگان نقش در تعزیه بوده و در سال ۱۳۲۸ قمری به نگارش درآورده، موید این مطلب است.
نسخه‌های خطی معمولاً توسط کاتبان محلی از روی کتاب‌های منظوم نوشته می‌شده و در پایان نسخه، کاتب ضمن التماس دعا و طلب فاتحه تاریخ کتابت را می‌نوشته است.
علاوه بر شهر علامرودشت در دیگر نقاط این بخش، از جمله ملایی، خیرگو و کتک نیز اجرای تعزیه دارای سابقه بوده که به قول کهن‌سالان به بیش از ۱۰۰ سال می‌رسد. هم‌اکنون در غرب روستای شرف‌آباد محدوده‌ای معروف به زمینِ وای‌حسینی می‌باشد که طبق اظهارنظر بزرگان در گذشته محل اجرای تعزیه بوده است.

## کشاورزی

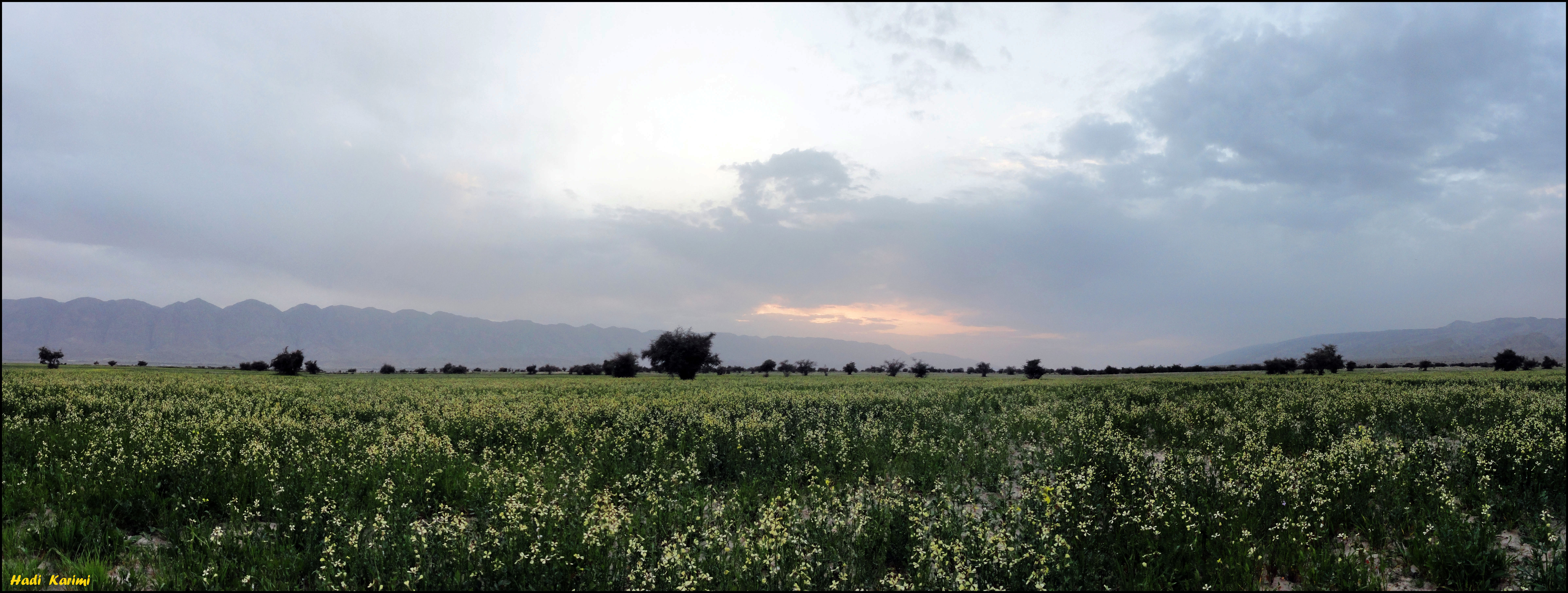
دیم‌زارهای جونبویه در شمال دشت علامرودشت

تحت تأثیر عوامل جغرافیایی و اقلیمی، کشاورزی و اقتصاد بخش علامرودشت نیز شرایط خاص خود را داراست. عمده فعالیت مردم در بخش کشاورزی و دامداری به صورت سنتی می‌یاشد. محصولات این بخش عبارت‌انداز: غلات، خرما، تنباکو، کنجد، صیفی جات، کلزا، پیاز و… آب مشروب و زراعتی این بخش از چاه، چشمه و قنات تأمین می‌شود.

## اقتصاد
پس از فعالیت‌های کشاورزی، عمده فعالیت مردم این بخش در بخش‌های خدماتی، صنعتی و کار در کشورهای عربی حوزه خلیج فارس می‌باشد. از نظر صنعتی متأسفانه جر چند مرکز نیمه صنعتی کوچک، فعالیت درخورتوجهی در منطقه علامرودشت وجود ندارد.
صنایع دستی رایج در این منطقه بیشتر در زمینهٔ گلیم و گبه‌بافی می‌باشد که عمدتاً در بخش غربی منطقه علامرودشت و به‌ویژه در میان عشایر دیده می‌شود. همچنین از عمده صنایع دستی در زمان‌های گذشته که دیگر اثری از آن‌ها دیده نمی‌شود انواع سبد و زنبیل که از برگ نخل درست می‌کردند و همچنین انواع کیسه و طناب که تحت عنوان‌های جوال، خورجین، اوور و… نامیده می‌شد و از مو و پشم حیوانات درست می‌کردند را می‌توان نام برد.

## نگارخانه

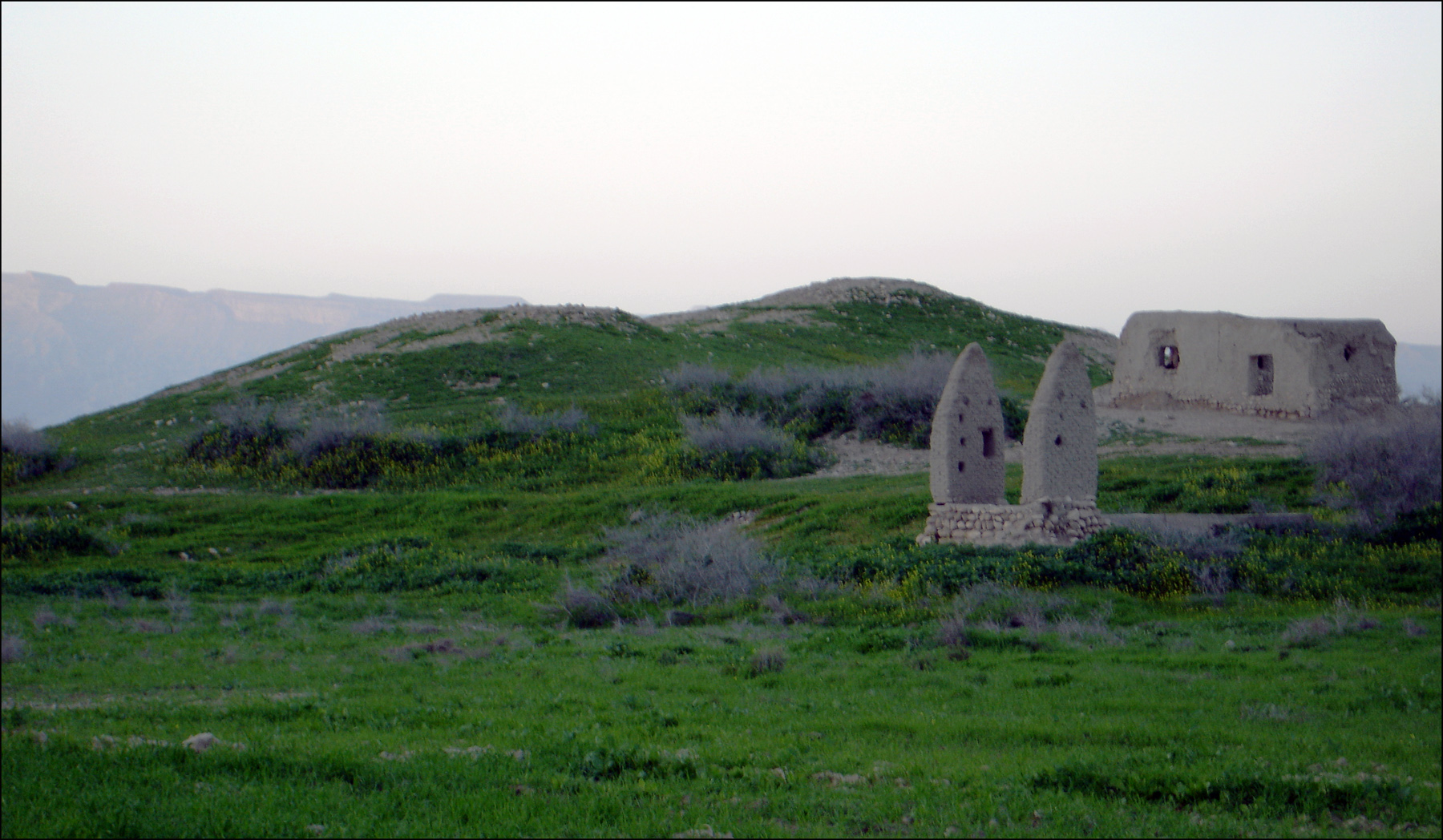
تل باستانی جت، شمال‌غرب شهر علامرودشت
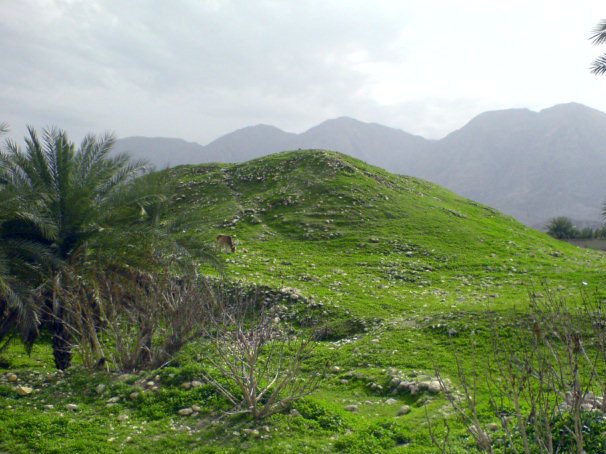
تل باستانی علامرودشت، علامرودشت
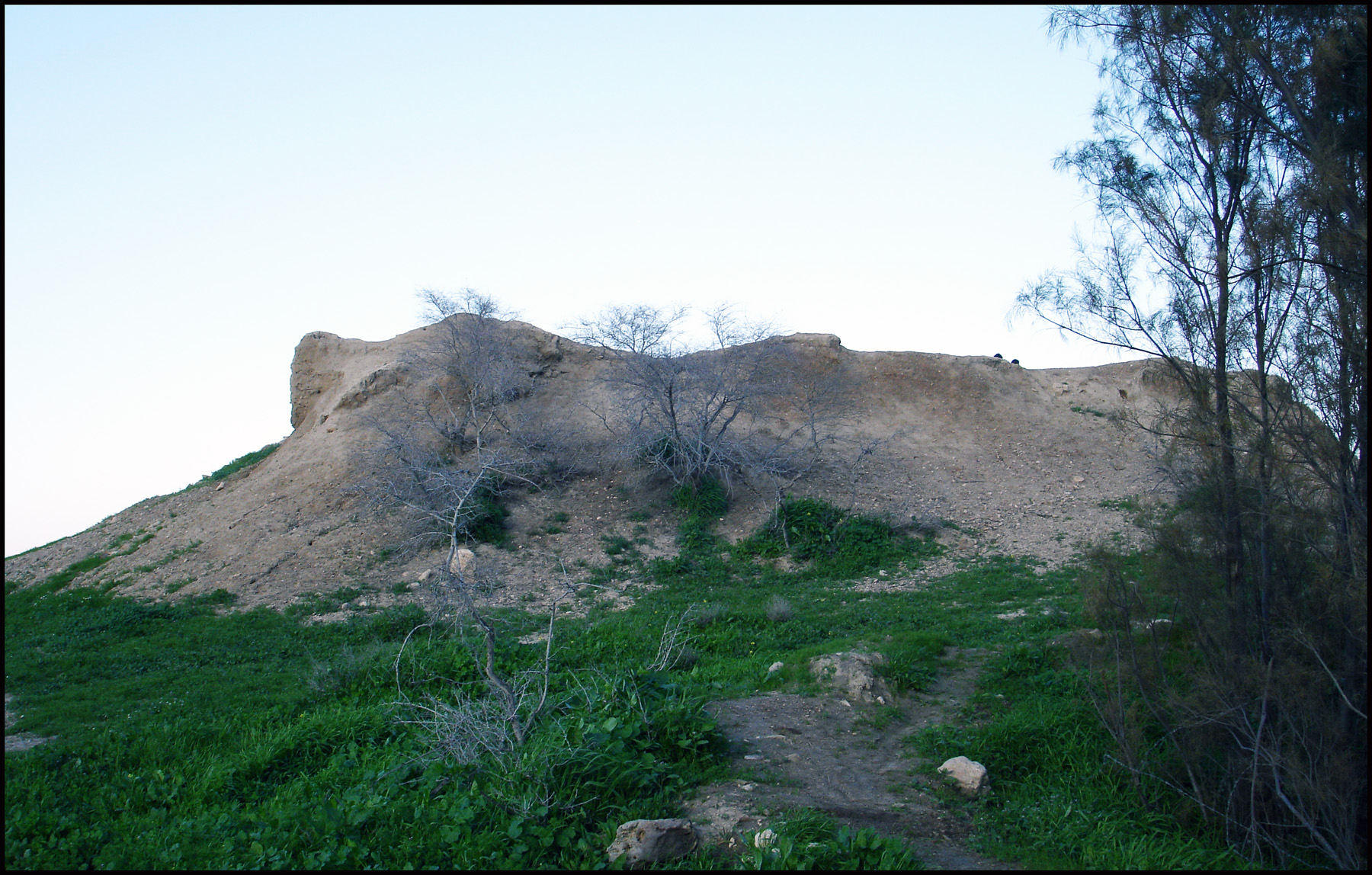
تل باستانی بهرویه، شمال‌شرق شهر علامرودشت
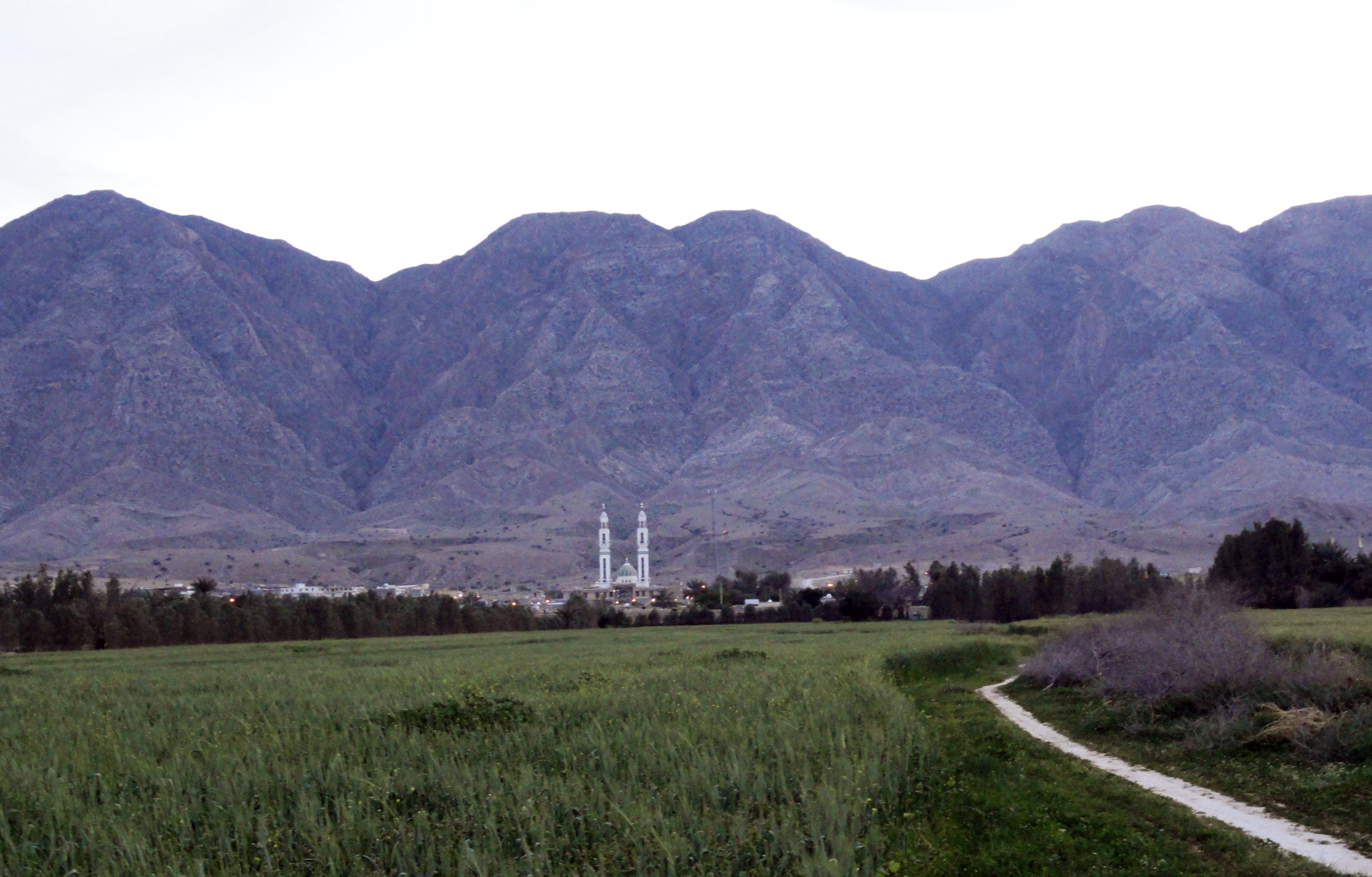
کوه نر، جنوب شهر علامرودشت
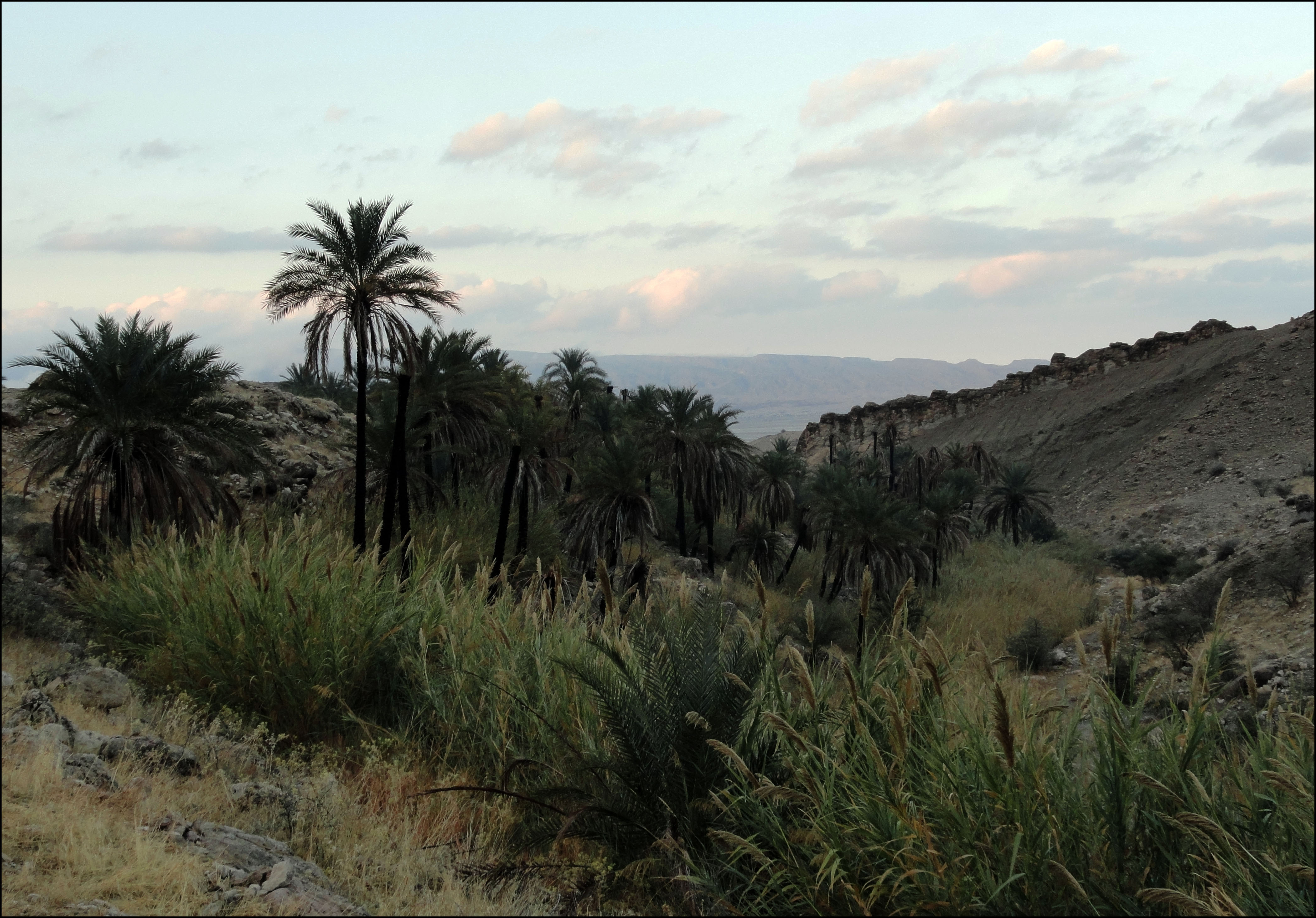
نخلستان خفرویه، جنوب‌غرب شهر علامرودشت
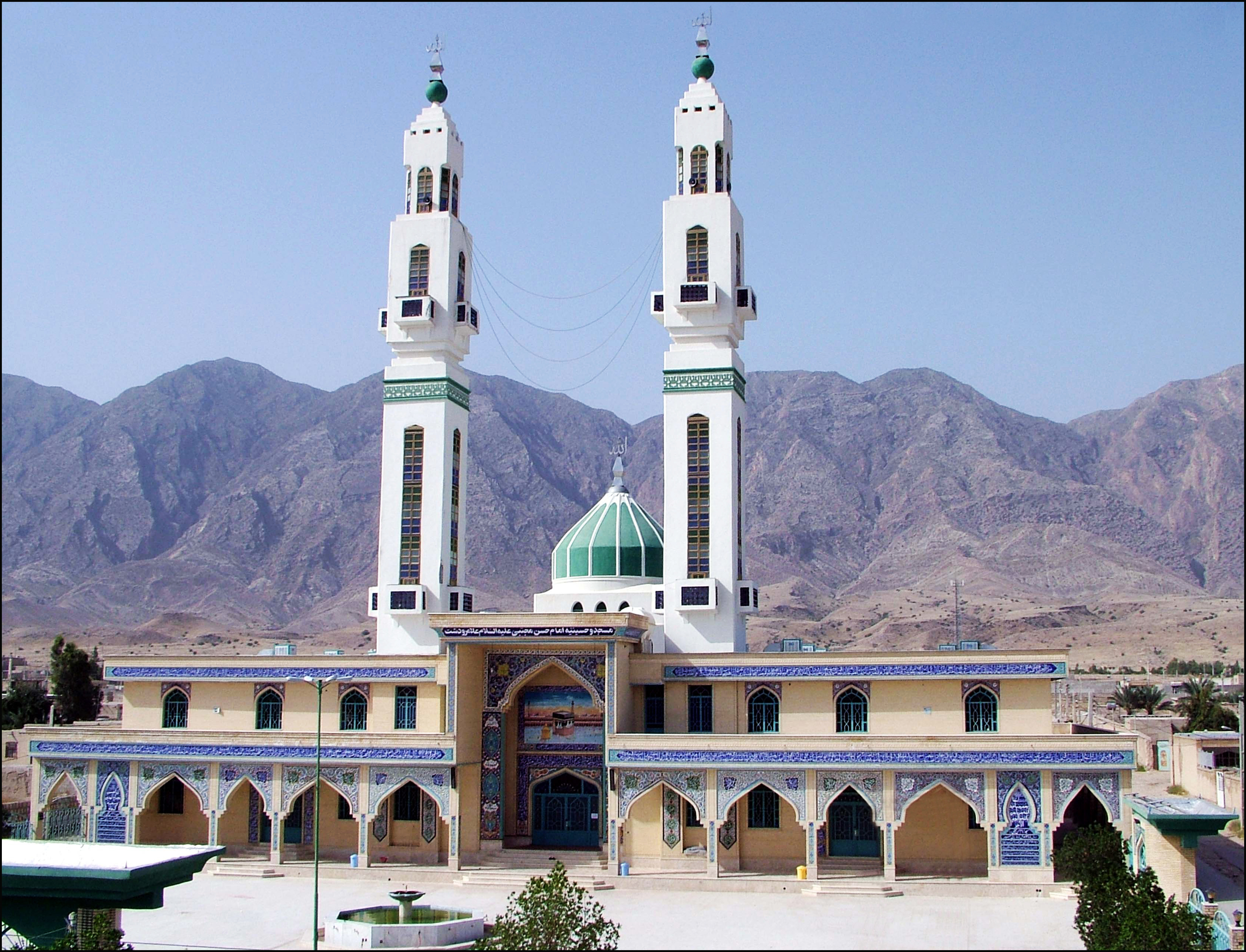
مجتمع فرهنگی و مذهبی امام حسن مجتبی، شهر علامرودشت
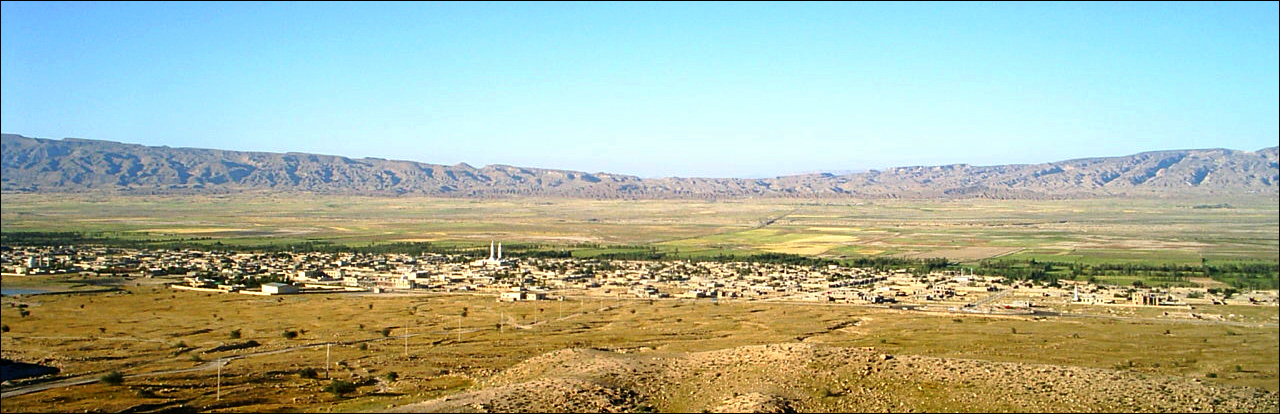
دورنمای شهر علامرودشت از جنوب شرق
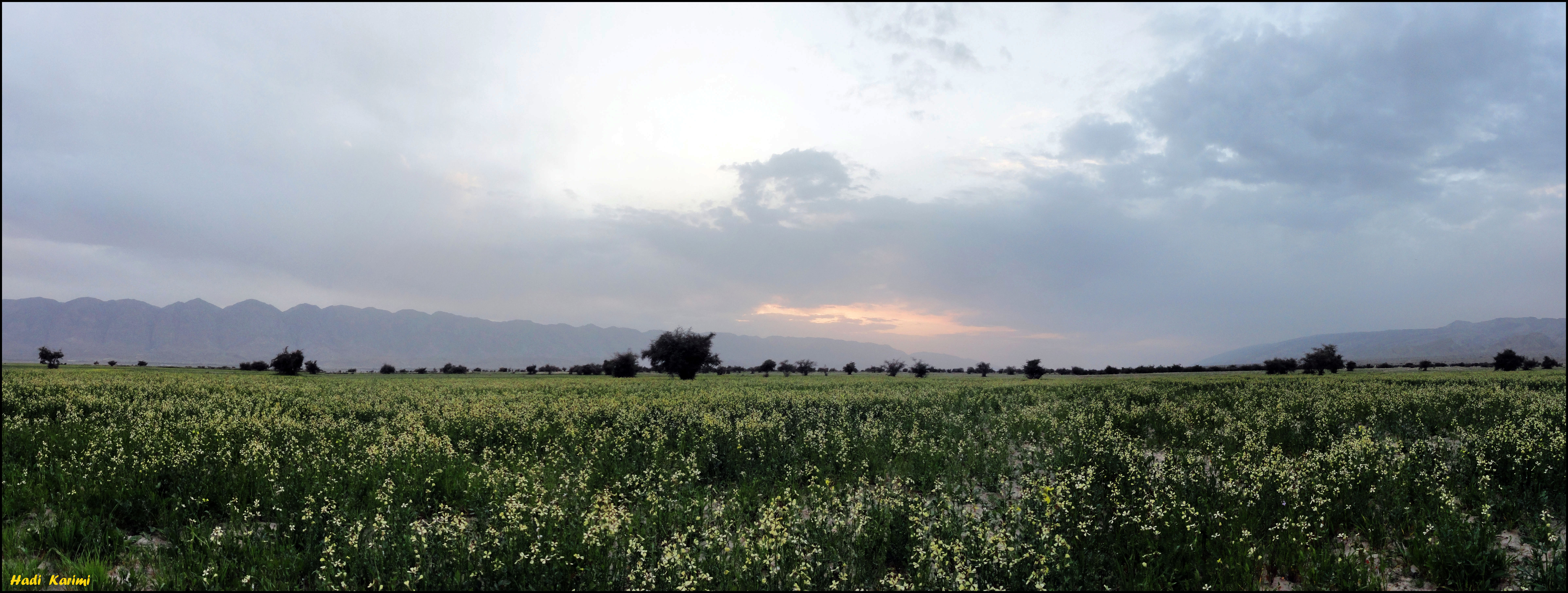
دیم‌زارهای جونبویه در شمال دشت علامرودشت
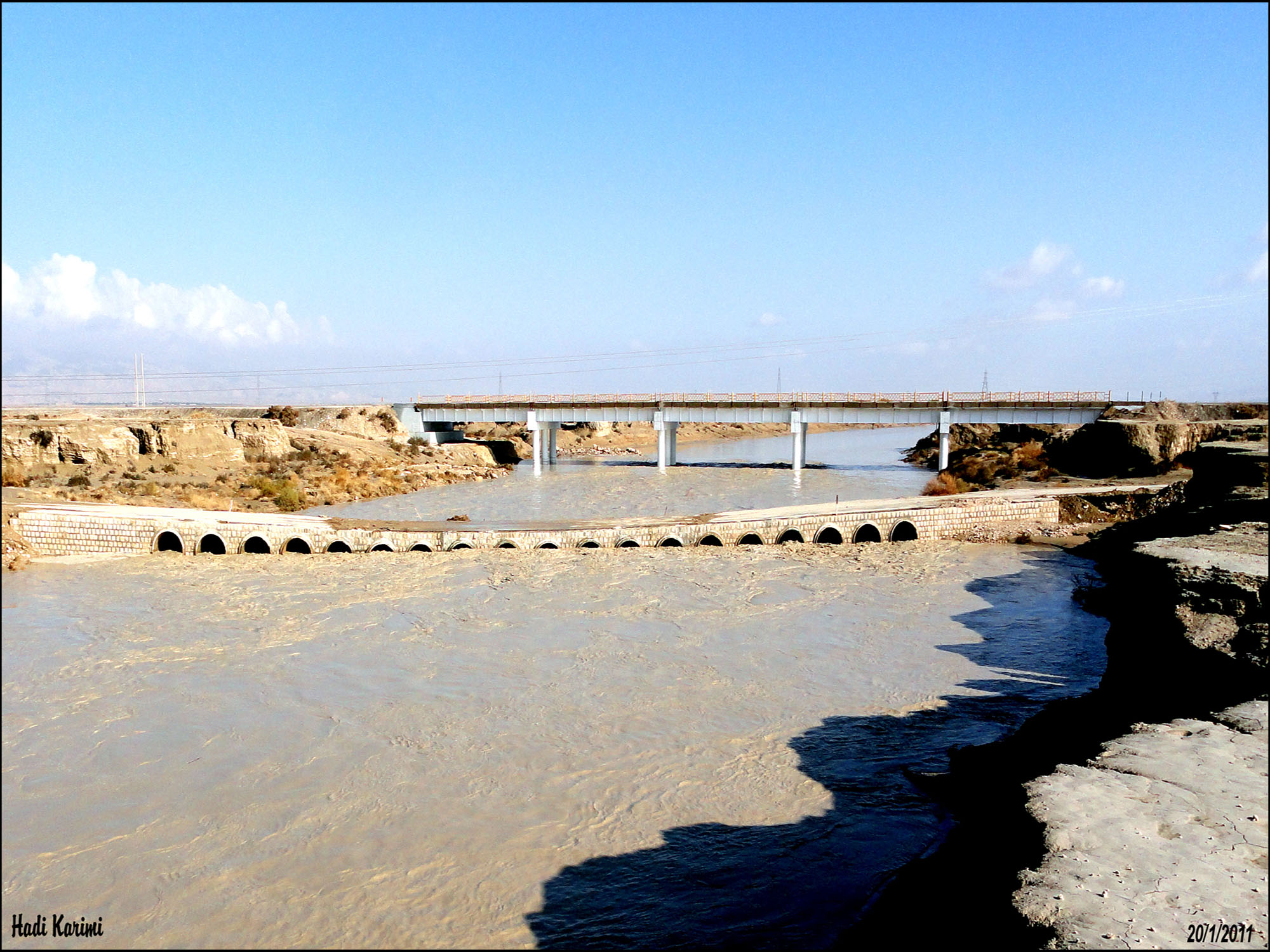
رود علامرودشت در هنگام طغیان
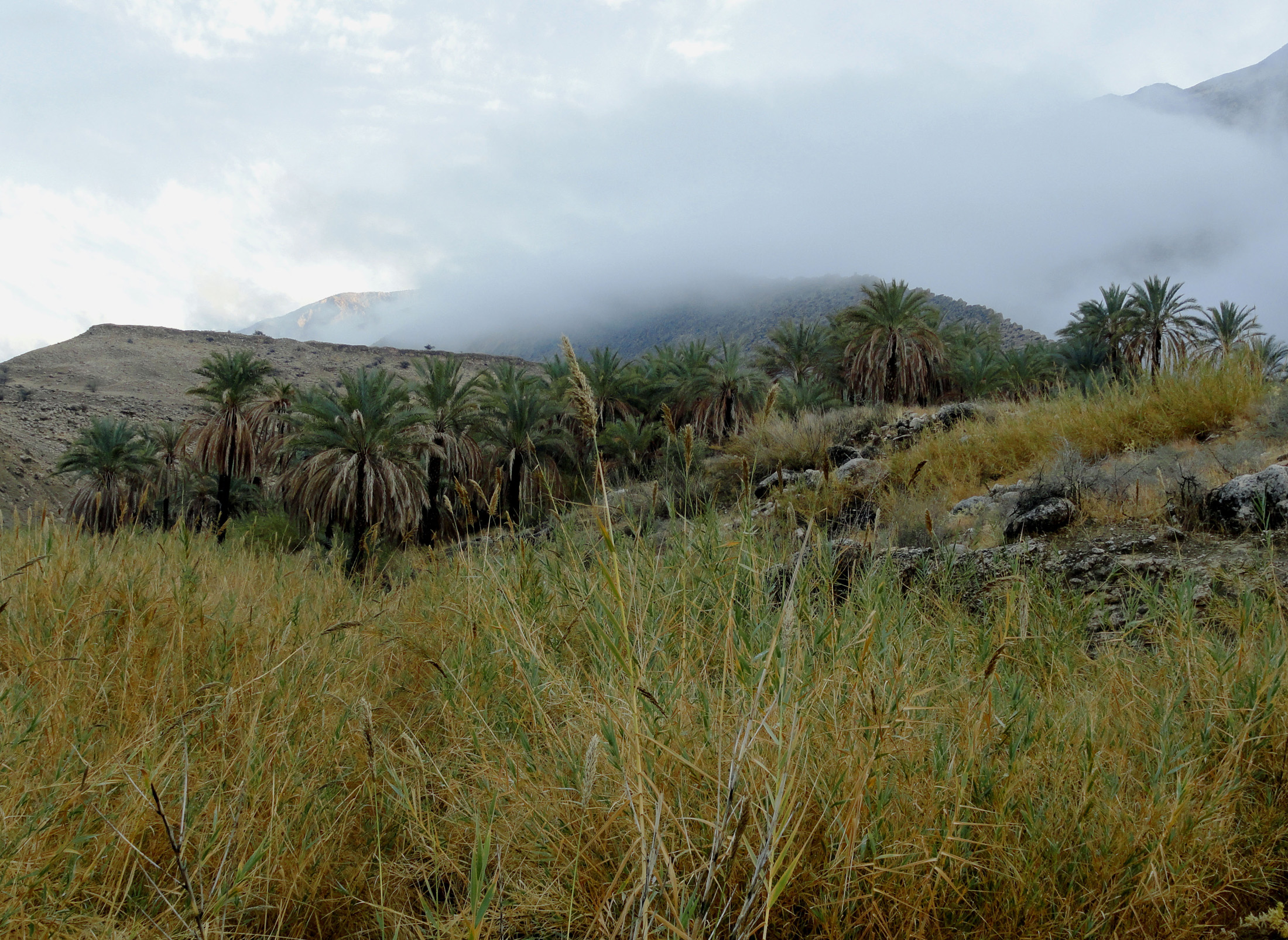
نخلستان خفرویه
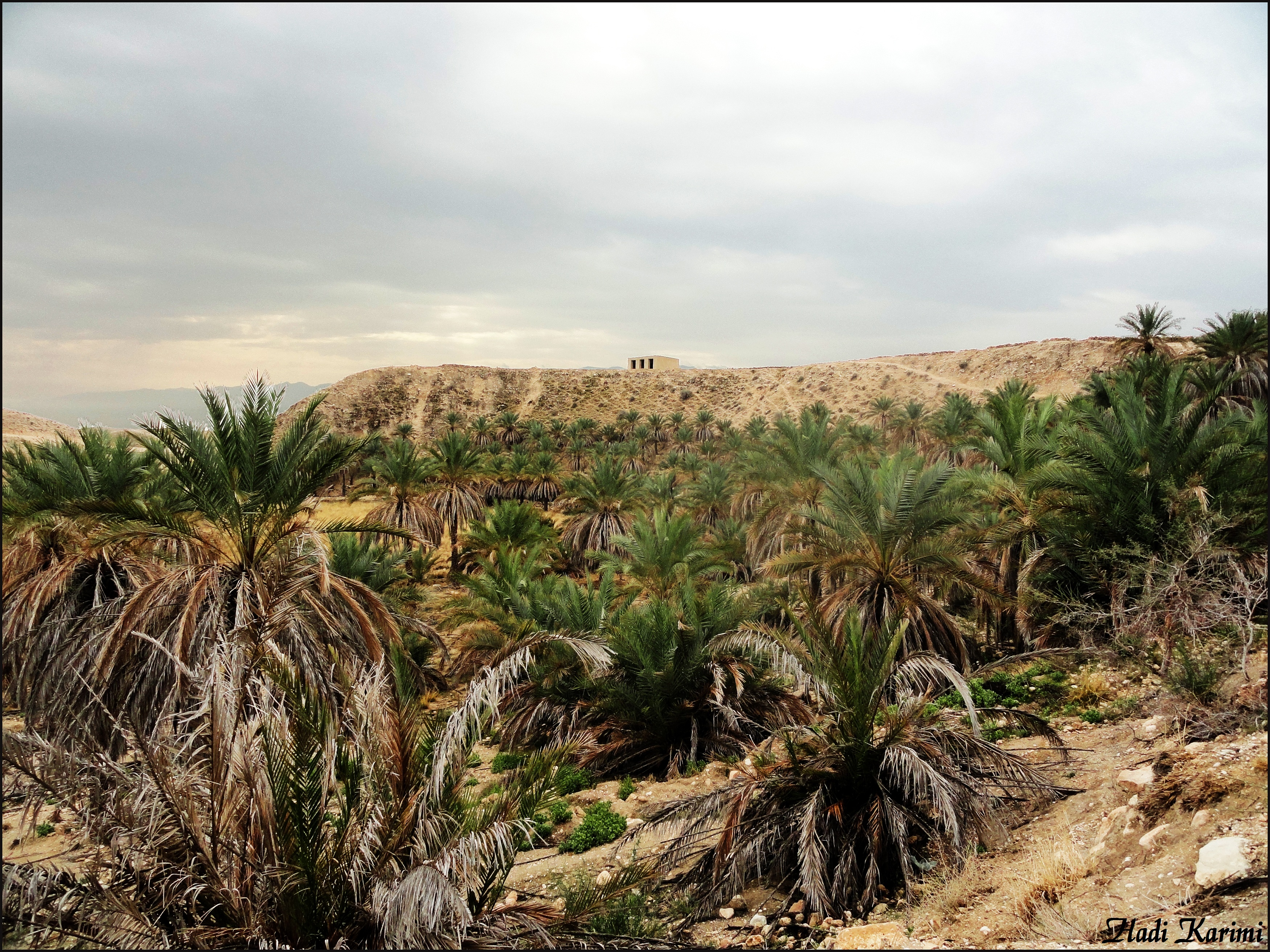
نخلستان وردوان
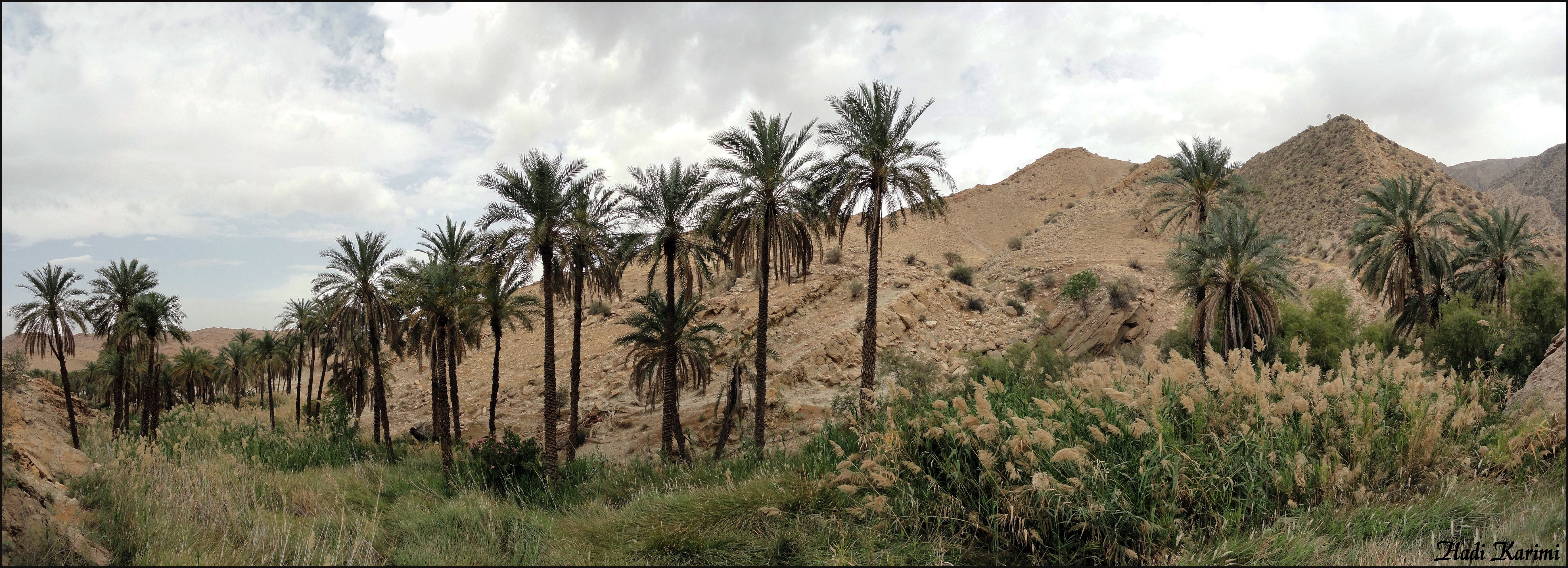
نخلستان مرغان